# Чарльз Віргман

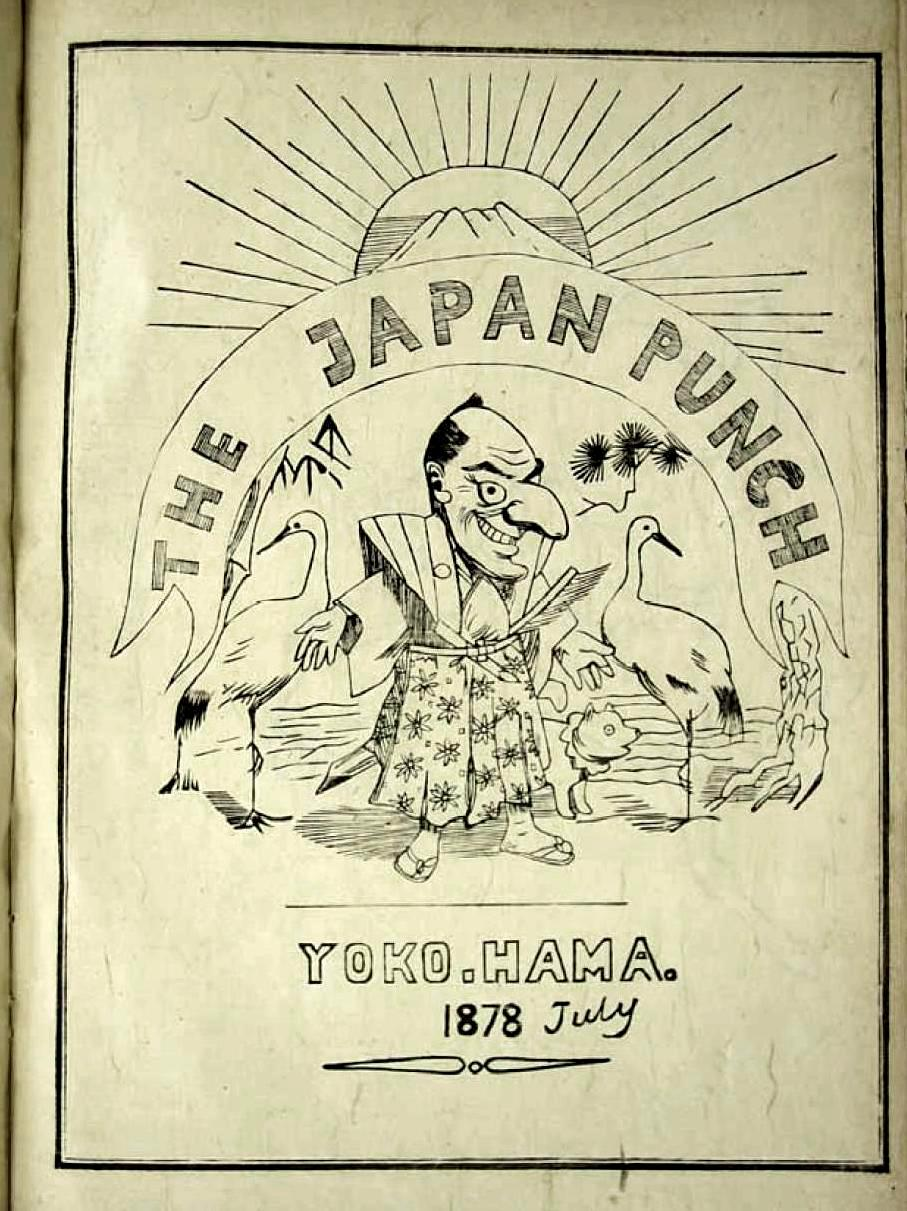
Титульна сторінка липневого видання «Japan Punch» 1878 року

Чарльз Віргман  (англ. Charles Wirgman; нар. 31 серпня 1832, Лондон — пом. 8 лютого 1891, Йокоґама) — англійський художник та книжковий ілюстратор, автор журналу The Japan Punch («Японський Панч»). Знаменитий ілюстраціями Китаю та Японії періоду Едо для газети «The Illustrated London News».

## Життєпис

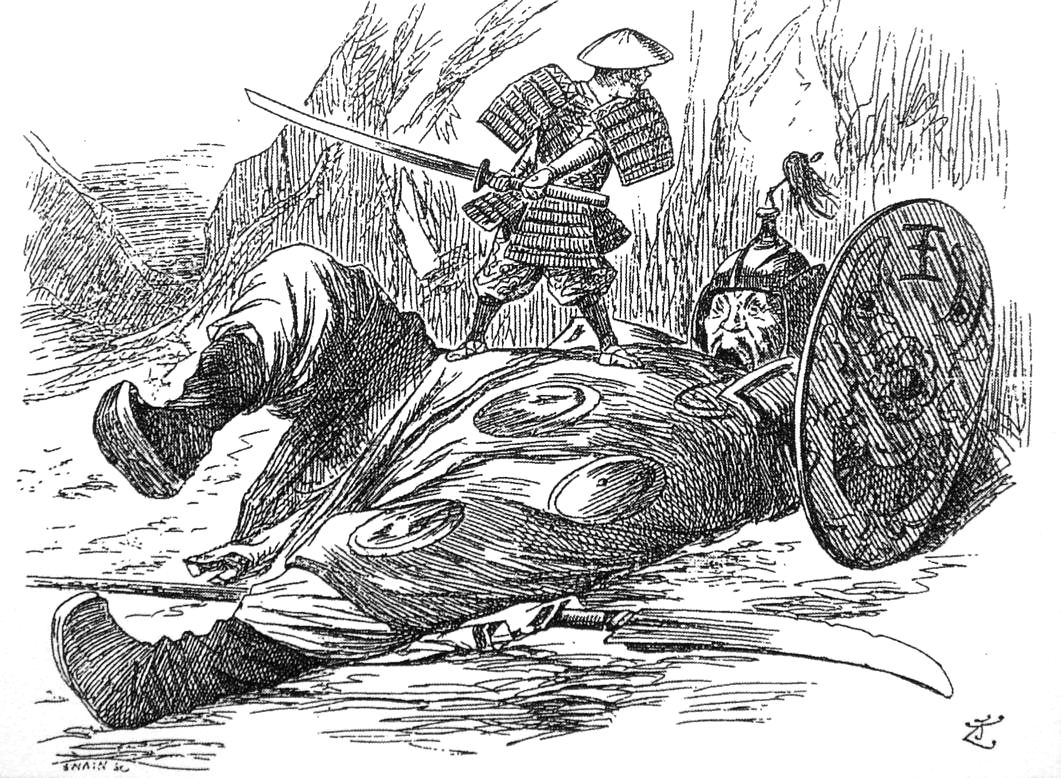
Перемога Японії над Китаєм в «Japan Punch», вересень 1894 року

Чарльз Віргман був сином Фердинанда Чарльза Віргмана (1806–1857) і братом художника Теодора Блейка Віргмана.
Чарльз Віргман прибув до Японії в 1861 році як кореспондент газети «The Illustrated London News». Жив у Йокогамі з 1861 року до самої смерті. The Japan Punch  видавався щомісячно з 1862 по 1887 рік в гумористично-сатиристичній формі.
Віргман, разом з британським фотографом Феліксом Беато, організував фірму «Beato & Wirgman, Artists and Photographers», що існувала з 1864 по 1867 роки. З 1866 року з робіт Фелікса Беато дуже часто малювали карикатури в журналі The Japan Punch,. Ілюстрації Чарльза Віргмана для газети The Illustrated London News  часто ґрунтувалися на фотографіях Фелікса Беато, зроблених під час спільних подорожей.
Віргман навчав ряд японських художників західному стилю малювання, у тому числі художника укійо-е Кобаясі Кійотіка.
У 1860-ті він супроводжував британського дипломатичного представника Ернеста Сатоу в поїздках по Японії.
Могила Віргмана знаходиться на іноземному кладовищі в районі Ямате в Йокогамі.